# Michael Alberti
Michael Alberti, né le 13 novembre 1682 à Nuremberg et mort le 17 mai 1757 à Halle, est un médecin, physicien et un philosophe.

## Biographie
Michael Alberti naît le 13 novembre 1682 à Nuremberg.
Fils du prêtre de l'Église Saint-Laurent de Nuremberg, Paul Martin Alberti (1640-1705) et de son épouse Clara, il doit prendre la profession de père comme ses frères. C'est pourquoi il assiste au Gymnasium St. Aegidien, qui est dirigé par Johann Georg Fuchs. Là, il obtient son diplôme d'entrée à l'université et se rend à l'Université d'Altdorf, où il étudie avec comme professeurs Johann Christoph Sturm (1635-1703) pour les sciences naturelles et les mathématiques, Georg Paul Rötenbeck (de) (1648-1710) pour la philosophie, Daniel Wilhelm Moller (de) (1642-1712) et Jean-Christophe Wagenseil (1633-1705) en histoire et géographie, Magnus Daniel Omeis (1646-1708) en rhétorique, Christoph Sonntag (1654-1717) en langues orientales et Johann Michael Lang (1664-1731) en théologie.
Il se rend ensuite à l'Université d'Iéna comme maître de cour, assiste aux conférences de Georg Wolfgang Wedel (en) (1645-1721), Rudolph Wilhelm Krause der Jüngere (de) (1642-1718) et Johann Philipp Slevogt (de) (1649-1727) et y développe une passion pour la médecine. Afin de pouvoir se développer davantage, il ase rend à l'Université de Halle, où il est placé par August Hermann Francke avec le conseiller de la Cour Georg Ernst Stahl (1659-1734). À Halle, il assiste aux conférences médicales de Christoph Cellarius dans les sciences fines et Johann Franz Buddeus en philosophie. En 1704, il reçoit son doctorat en médecine sous Stahl et commence à donner des conférences. Son père, qui  atteint un âge avancé et a besoin d'aide, le rappel à Nuremberg.
Là, il continue à enseigner et à pratiquer la médecine. Bientôt, il devient médecin à Bad Windsheim, ce qu'il ne fait pas à cause de la mort de son père. Comme il n'est pas en mesure de prendre pied à l'Université d'Altdorf à Nuremberg, il retourne à Halle, où il tient des conférences médicales et philosophiques. En 1710, il devient professeur associé à Halle. En 1713, il est accepté à l'Académie allemande des sciences Leopoldina (Leopoldina) sous le nom Andronicus et en 1716, il devient professeur titulaire à la faculté de médecine de Halle. Peu de temps après, il reçoit également une chaire extraordinaire en physique, et il est chargé de la supervision des tables libres royales. Pendant ses 42 ans comme professeur à Halle, il est doyen de la Faculté de médecine 34 fois, doyen de la Faculté de philosophie 9 fois et vice-doyen de l'Université de Halle trois fois (1726/27, au second semestre 1737 et 1753/54). En 1717, il devient conseiller privé royal et en 1719, il est conseiller consistorial au Consistoire du Duché de Magdebourg. Alberti est également un membre externe de l'Académie royale des sciences à Berlin en 1726. En 1729, il reprend la gestion du jardin botanique à Halle et le 17 octobre 1736, il reçoit le diplôme universitaire de maîtrise de philosophie par l'Université de Wittemberg.
Depuis 1705 Alberti est marié à Anna Magdalena (née en 1684 et morte le 7 novembre 1741 à Halle), la fille du fabricant de boutons et conseiller municipal à Halle Georg Wendt. Le couple a cinq enfants, dont la plupart sont morts jeunes. Son seul fils survivant Heinrich Christian Alberti (1722-1782) devient également professeur associé de médecine à Halle.
Il meurt le 17 mai 1757.
Michael Alberti est inhummé dans le Stadtgottesacker de Halle.